# PPAR 작용제

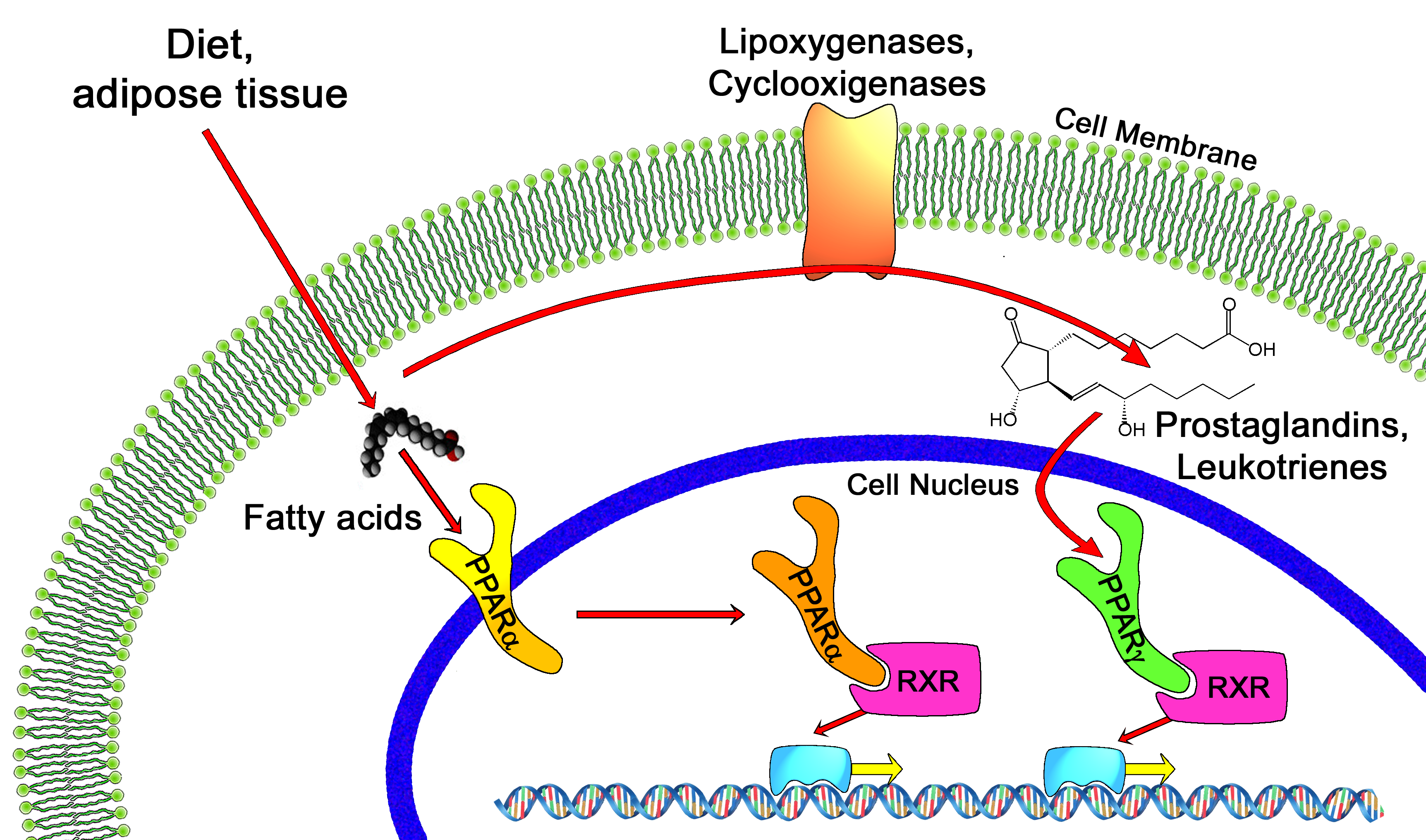
PPAR-알파 경로 및 PPAR-감마 경로

PPAR 작용제(영어: PPAR agonist) 또는 퍼옥시좀 증식체 활성화 수용체 작용제(영어: peroxisome proliferator-activated receptor agonist)는 퍼옥시좀 증식체 활성화 수용체에 작용하는 약물이다. PPAR 작용제는 주로 트라이글리세라이드와 혈당을 낮추기 위해 대사 증후군의 증상 치료에 사용된다.

## 같이 보기
- 퍼옥시좀 증식체 활성화 수용체